# (7490) Babička
7490 Babicka (1995 OF1) – planetoida z grupy pasa głównego asteroid okrążająca Słońce w ciągu 3,33 lat w średniej odległości 2,23 j.a. Odkryta 31 lipca 1995 roku.